# Shōgo Sakurai
Shōgo Sakurai (japanisch 桜井 鐘吾 Sakurai Shōgo; * 3. April 1984 in der Präfektur Kyoto) ist ein ehemaliger japanischer Fußballspieler.

## Karriere
Sakurai erlernte das Fußballspielen in der Jugendmannschaft von Kyoto Purple Sanga. Seinen ersten Vertrag unterschrieb er 2003 bei den Mito HollyHock. Der Verein spielte in der zweithöchsten Liga des Landes, der J2 League. Für den Verein absolvierte er acht Ligaspiele. Danach spielte er bei den Grulla Morioka, Sagawa Printing und FC Kyoto Bamb. Ende 2008 beendete er seine Karriere als Fußballspieler.